# وارلی هات
وارلی هات (به لاتین: Varlı Həyat) یک منطقهٔ مسکونی در جمهوری آذربایجان است که در شهرستان شمکیر واقع شده‌است.

## خصوصیات
وارلی هات ۱۲۸ نفر جمعیت دارد.